# رمینگتون مدل ۱۱۰۰
رمینگتون مدل ۱۱۰۰ (به انگلیسی: Remington Model 1100) یک تفنگ ساچمه‌زنی، از نوع نیمه‌خودکار آمریکایی ساخت شرکت اسلحه‌سازی رمینگتون است که در گیج‌های ۱۲، ۱۶، ۲۰ و موجود است.